# 3883 Verbano
A 3883 Verbano (ideiglenes jelöléssel 1972 RQ) a Naprendszer kisbolygóövében található aszteroida. Nyikolaj Sztyepanovics Csernih fedezte fel 1972. szeptember 7-én.